# Porphyrinia calida
Porphyrinia calida là một loài bướm đêm trong họ Noctuidae.